# Xenopirostris damii
Il vanga di Van Dam (Xenopirostris damii Schlegel, 1865) è un uccello della famiglia Vangidae, endemico del Madagascar.

## Descrizione
È un vanga di medie dimensioni (lunghezza 23 cm). I maschi hanno un piumaggio di colore grigio scuro con un cappuccio nero lucido e parti inferiori biancastre; il becco è di colore grigio scuro. Le femmine hanno un piumaggio simile ma con cappuccio meno esteso.

## Biologia
Si nutre di insetti ed altri piccoli invertebrati, formando spesso aggregazioni con altri vanga (in particolare con il vanga rossiccio Schetba rufa).
La stagione riproduttiva va da ottobre a gennaio.

## Distribuzione e habitat
Il vanga di Van Dam è segnalato unicamente in due siti del Madagascar settentrionale (Ankarafantsika e Analamerana).
Il suo habitat tipico è la foresta decidua secca.

## Conservazione
La IUCN Red List classifica X. damii come specie in pericolo di estinzione (Endangered).
Il suo areale ricade quasi interamente all'interno di due aree protette: il Parco nazionale di Ankarafantsika e la riserva speciale di Analamerana.